# Ichneumon bilimeki
Ichneumon bilimeki är en stekelart som beskrevs av Cameron 1884. Ichneumon bilimeki ingår i släktet Ichneumon och familjen brokparasitsteklar. Inga underarter finns listade i Catalogue of Life.